# Atena Lucana
Atena Lucana – miejscowość i gmina we Włoszech, w regionie Kampania, w prowincji Salerno.
Według danych na rok 2004 gminę zamieszkiwało 2231 osób, 89,2 os./km².